# Magdalena Lobnigová
Magdalena Lobnigová (* 19. července 1990 St. Veit an der Glan) je rakouská veslařka. Je odchovankyní klubu VST Völkermarkt, jejím trenérem byl Kurt Traer a po něm Robert Sens. Připravuje se ve sportovním centru rakouské armády. Studuje technologii plastů na Univerzitě Jana Keplera v Linci.
Závodnímu veslování se věnuje od roku 2004, v roce 2006 získala na mistrovství světa juniorů ve veslování bronzovou medaili s rakouskou čtyřkou bez kormidelníka. Na mistrovství světa ve veslování do 23 let v roce 2012 vyhrála spolu s Lisou Farthoferovou závod dvojskifů. Od roku 2013 vesluje na skifu. Je čtyřnásobnou medailistkou z mistrovství Evropy ve veslování – v roce 2016 zvítězila, v letech 2013, 2018 a 2020 obsadila druhé místo. Na mistrovství světa ve veslování získala v letech 2017 a 2018 bronzovou medaili. Ze Světových her v roce 2017 má bronzovou medaili z ukázkové soutěže na veslařském trenažeru. Na olympiádě obsadila v roce 2016 šesté místo a v roce 2021 skončila třetí za Emmou Twiggovou a Hannou Prakacenovou. Získala tak pro Rakousko vůbec první olympijskou medaili z ženského veslování.